# Церковь Георгия Победоносца (Владимир)
Церковь Георгия Победоносца — православный храм во Владимире. Георгиевская улица, д. 2а.

## История
Первые упоминания церкви относятся к XII веку, она была в числе храмов, заложенных владимиро-суздальским князем Юрием Долгоруким. Здесь располагался его княжеский двор. Возведённое в 1129 году здание завершил строительством сын Долгорукого, Андрей Боголюбский, 30 лет спустя. Позднее тут существовал монастырь, упразднённый в 1778 году по указу Екатерины II. Церковь стала рядовой приходской, а 1778 году сгорела.
Современное здание Георгиевской церкви строилось с 1783 ро 1784 год на старом фундаменте и с использованием материала (белого камня) предшествующего сооружения. По формам оно значительно отличается от первоначального и представляет собой редкий по своему времени тип четырёхстолпного крестово-купольного храма с завершением из двух восьмериков. Венчает церковь глава луковичной формы на цилиндре-барабане, апсида одночастная. К основному объёму здания примыкают трапезная и шатровая колокольня. В 1847 году к зданию церкви с юга был пристроен придел с посвящением святому равноапостольному князю Владимиру.
Территорию вокруг церкви занимало большое кладбище, захоронения совершались до 1803 года. Склон высокого берега реки Клязьма от церковной территории до самого речного русла был покрыт вишнёвыми садами.
После установления советской власти Георгиевская церковь была закрыта 7 марта 1930 года, её помещения заняла артель «Электрик», устроившая там токарную мастерскую, перед Великой Отечественной войной здесь работал мясокомбинат. В 1986 году в церкви были проведены реставрационные работы, и с 20 сентября начали проходить концерты Владимирского камерного хора под управлением Эдуарда Маркина. В 2006 году церковь возвратили Владимиро-Суздальской епархии. Центр хоровой музыки переместился в Зал классической музыки в д. 28 на Большой Московской улице.

## Галерея

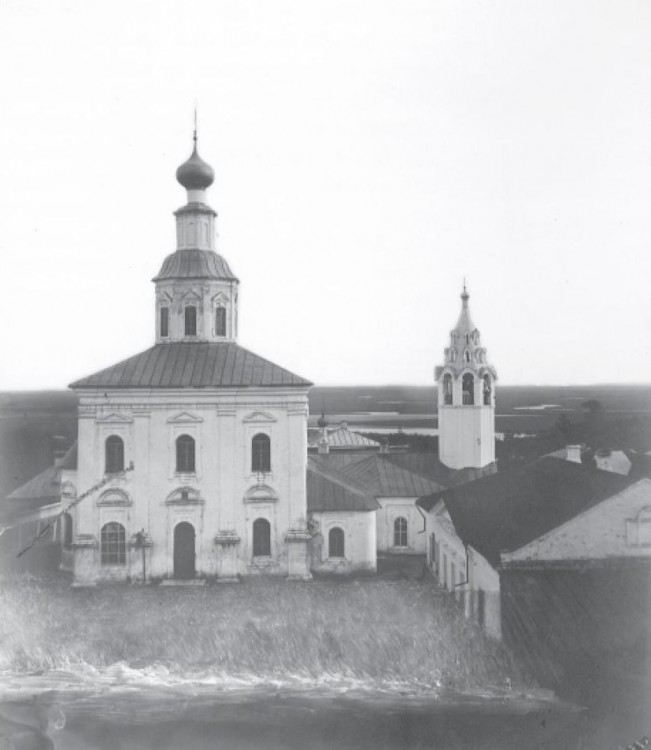
Между 1876 и 1881
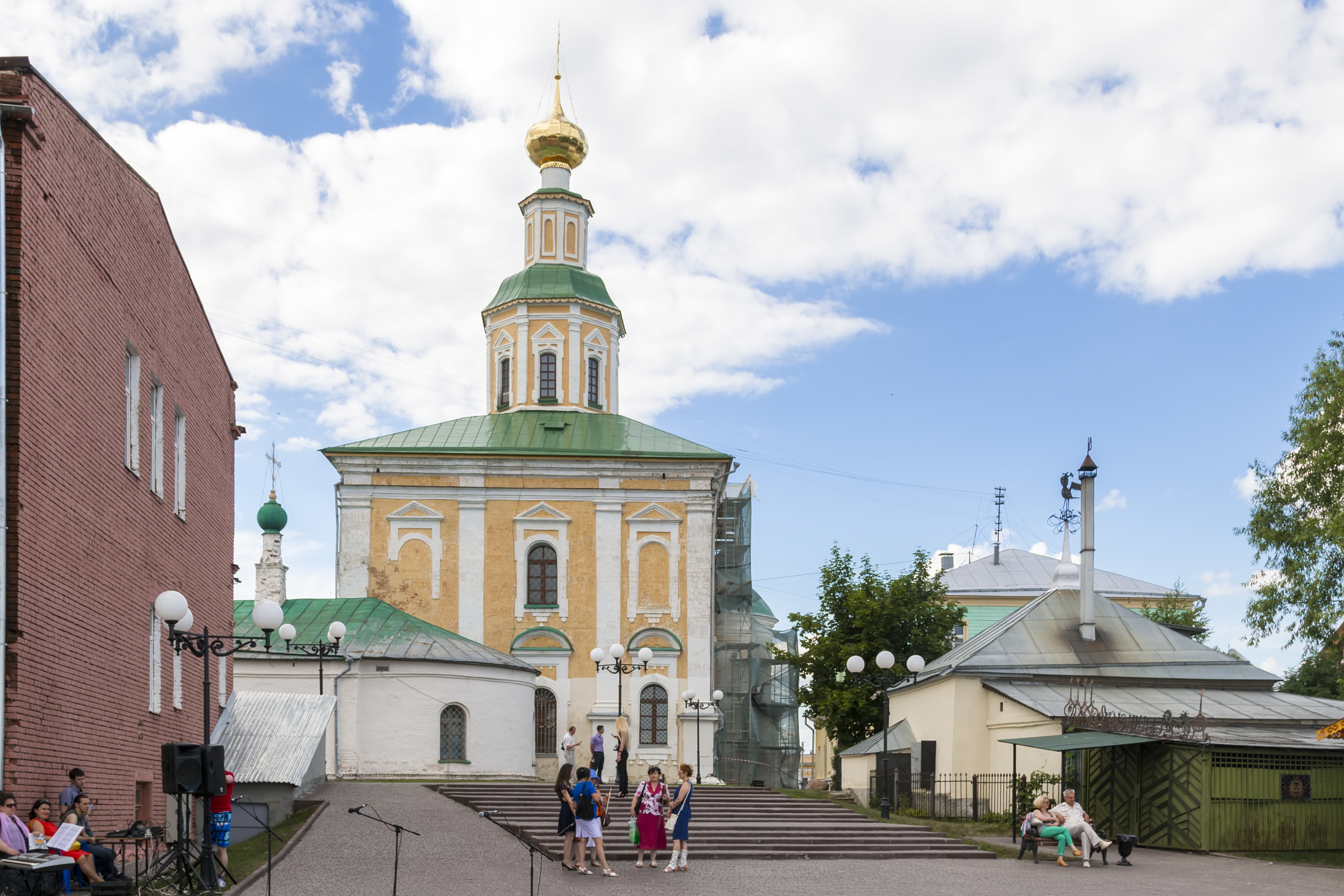
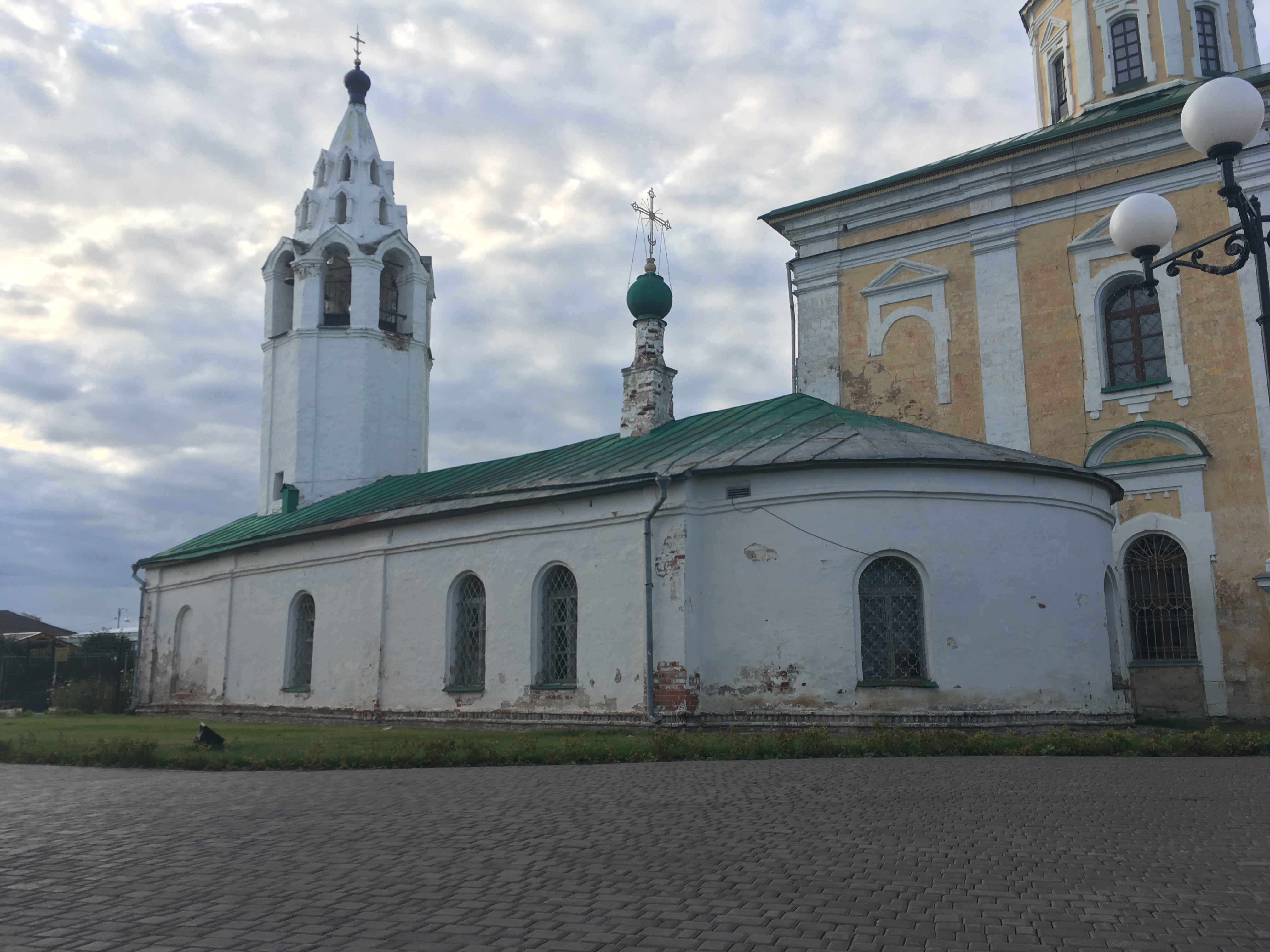
Трапезная и Владимирский придел
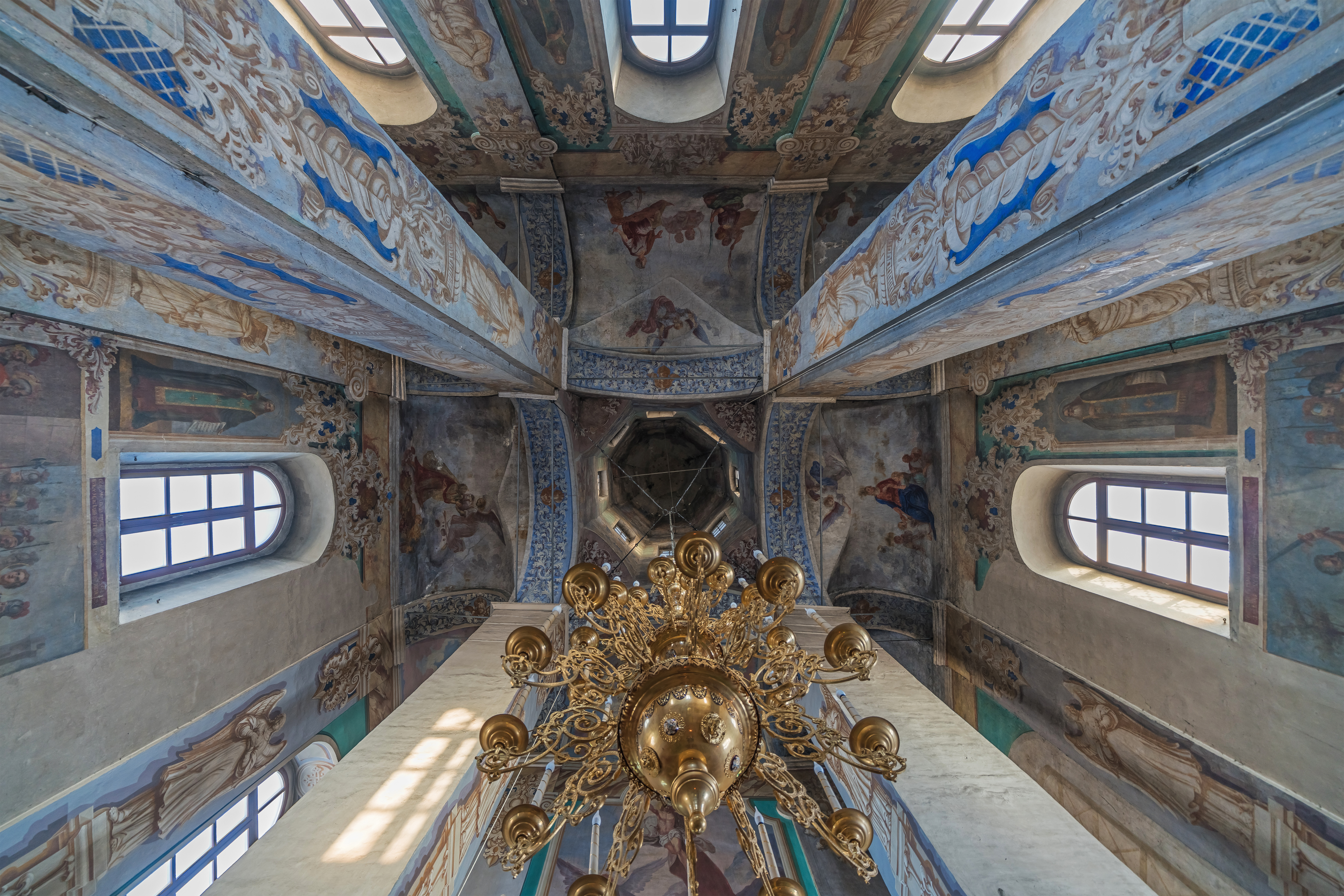
Свод Георгиевской церкви